# 東海道四谷怪談 (1959年の映画)
『東海道四谷怪談』（とうかいどうよつやかいだん）は、1959年（昭和34年）7月1日に封切り公開された時代劇日本映画である。中川信夫監督、新東宝製作・配給、シネマスコープ、総天然色映画（フジカラー）、9巻 / 2,088メートル（1時間16分）、映倫番号:11266。怪談映画の最高傑作として知られている。

## あらすじ
江戸時代の中ごろ。備前岡山藩の浪人・民谷伊右衛門(たみやいえもん)は、一度は許されたお岩との婚儀をお岩の父・四谷左門に反故にされ侮辱されたことに腹を立て、左門を斬り捨ててしまう。その場に居合わせた中間・直助に入れ知恵された伊右衛門は、左門は御金蔵破りの犯人を突き止めたために殺されたと嘘をつき、左門の忘れ形見であるお岩とお袖の姉妹を説得して、左門殺しの犯人に仇討ちするべく江戸へ旅立とうと誘う。
ところが、左門と共に殺された佐藤彦兵衛の一子でお袖の許婚である佐藤与茂七も同行したために、お袖に気のある直助は気に食わない。箱根の曾我兄弟の墓に仇討ち祈願の巡礼に行く途上、直助は伊右衛門をそそのかし、与茂七の脇腹を刺し白糸の滝の滝壺に突き落としてしまう。
江戸に到着した伊右衛門一行だが、いもしない仇を討つ気など伊右衛門にはさらさらなく、あまつさえ伊右衛門とお岩の間には子供まで生まれて、浪人の貧困暮らしに喘ぐ毎日だった。ある日伊右衛門は悪党どもに因縁をつけられていた旗本・伊藤喜兵衛の娘・お梅を助け気に入られてしまう。喜兵衛は何としても伊右衛門をお梅の婿にしたいと願い出るが、伊右衛門はお岩を振り切ることができなかった。その伊右衛門に直助とお梅の乳母が、飲めば顔が二目と見られないくらいに変形するという毒薬の包みを渡し、旗本家に仕官する欲に取り憑かれた伊右衛門は「血の道の病に効く薬」と偽って、毒薬をお岩に飲ませてしまう。
更に伊右衛門と直助は、按摩の宅悦にお岩を強姦させ、不貞を働いたとしてお岩を離縁する算段を立てていた。ところが毒薬の効き目で顔に大きな腫瘍が出来、髪を梳くと黒髪が一本残らず抜け落ちてしまうお岩の形相に恐れをなした宅悦は、伊右衛門の悪逆非道をすべて白状してしまう。逆上したお岩は、剃刀を振り回してそれを喉に刺して死亡。更に駆けつけた伊右衛門と直助は、秘密を知る宅悦を斬殺した後、二人の遺体を不貞を働いて私刑に処された男女の死体に見立て、戸板に釘と縄で括りつけると、長屋裏手の隠亡堀に流してしまうのだった。
ところが、伊藤家に戻ってお梅との祝言を挙げた伊右衛門は、お岩の亡霊に襲われて狂乱し、お梅を斬殺。更に喜兵衛をも宅悦の怨霊と見誤って斬殺、逃亡する。伊右衛門は隠亡堀の果てにある沼地では、戸板に縛られて浮上したお岩と宅悦の亡霊に呪詛される。亡霊はこの沼地で偶然お岩の櫛と着物を拾った直助のもとには凄まじい形相で現れ、お岩が死んだことを知らないお袖のもとには美しい姿で現れて、与茂七が実は生きていることを告げる。
除霊のために蛇山の庵室に籠っていた伊右衛門は、彼が伊藤家から大金を盗んで逐電したのではないかと疑い恐喝する直助を殺し、更に強いお岩の怨念が見せる幻想から逃げ惑った挙句、真相を知って仇討ちに駆けつけたお袖と与茂七の襲撃を受ける。お袖の短刀を自らの脇腹に受けた伊右衛門はお岩への謝罪を呟きながら絶命し、それを見届けたお岩の亡霊は元の美しい姿に戻って昇天していくのだった。

## 概要
四世鶴屋南北の原作21回目の映画化であり、新東宝としても毛利正樹監督『四谷怪談』（1956年）につづいて2度目の映画化となるが、本作は四谷怪談ものとしては初のカラー映画である。
大蔵貢ワンマン体制のもとで新東宝が毎年夏興行で怪談映画を公開していた時期の一本であるが、大蔵の発案によりオープニングには歌舞伎の様式美を採り入れ、また監督の中川信夫がこだわっていた「人間の業の深さ」をテーマとしていて、後述の項目「評価」で触れる通り関連作品の中では唯一際立って評判が高い。「戸板返し」や、お岩が醜く腫れ上がった顔の髪を梳く場面、など、原作の見せ場も忠実に映像化された。中川信夫と彼にインタビューした桂千穂は、「戸板返し」について、本作がおそらく初の映像化であろうと語っている。
助監督・脚本担当の石川義寛は本作について、「一番苦労した怪談映画」と述べている。石川によると、当初大貫正義から脚本が上がってきたが、古臭いので石川の故郷を背景にして、全部オリジナルで描き直したという。当時は大蔵貢社長がOKした脚本を勝手に直すのは大変な背信行為だったが、企画部長に可愛がられていたことですんなりと通ったという。通常1時間半の作品は原稿用紙200枚程度のところ、石川は現場で詰めながら450枚ほどに書き直した。
石川によって手直しされた脚本だが、中川信夫監督は脚本に対して素直な人物で、その通りにやってくれたという。石川は中川について、「ちゃんとコンテ描いてカメラマンに説明しますから、詩人的な人だった」と語っている。製作費は約1800万円、撮影日数は「お化け映画は照明などで、通常より日数がかかる」とのことで、22、3日かかった。
中川監督は伊右衛門がお梅を助ける場面の立ち回りを省略しているが、ほかにも小沢宇三郎の殺害場面など、立ち回りの簡略化が随所に見られる。お梅の場面など、撮影の段階で立ち回りがなかったといい、これは中川監督の意図的な演出であり、出番を省略された役者たちも納得の演出だったという。
大映版は、通称「大映カラー」と呼ばれる輸入品のイーストマンカラー（ネガ・ポジ反転方式）を使用しているが、本作は、前年の1958年に木下惠介監督『楢山節考』で初めて使用された、生産開始して間もない国産のフジカラーネガティブフィルムを使用した。大映版と本作では、色合いや色彩の質感などに差異が認められる。本作品の美術を担当した黒澤治安は「東京国立近代美術館フィルムセンターへの収蔵用にリマスターされた現行版からは想像がつきにくいが」と前置きした上で、この映画を、隠亡堀の水を血の池に見立てた「赤」を全編の基調カラーにしようと考えていたが、全体的にくすんだオレンジ色のトーンになり、色彩設計はうまくいかなかったと語っている。

### エピソード
伊右衛門が四谷左門を殺害するファーストシーンなどでは、泥田のクローズアップから物陰に隠れる伊右衛門のミディアム・ショット、そこからカメラが後退して伊右衛門の脇を通り過ぎる四谷左門に伊右衛門が追いすがるまでをワンシーン・ワンカットで撮影している。ワンカットの間にポイントが複数配置されそのたびにカメラが直角に折り返すこのような技法は直角移動と呼ばれるが、絶えず低位置から撮影する本作では通常のクレーン撮影では実現不可能なため、専用の機械が新たに開発された。
伊右衛門が最後にすがろうとした仏須弥壇が逃げていく場面で、中川監督は大きなミスをしてしまった。この場面のために美術の黒澤治安はステージを二つぶち抜いて、追えば追うほど仏が遠ざかっていくという仕掛けのセットを作ったのだが、中川監督は間違ってカメラを仏につけて撮影してしまった。監督自身も、この場面は「せっかくの効果を相殺してしまった」と後に語っている。
若杉嘉津子は、天井から逆さ吊りになったり染料で真っ赤になった沼から戸板に横たわって沈んだり浮かび上がったりするなど、体力の限界に挑戦するような演技に挑んでいる。中川信夫には秘密にしていたが、若杉は高所恐怖症であり、逆さ吊りのシーンを撮影した日の夜は、恐怖で熱を出してしまったという。ただし、中川が「あんまりきたなくしてかわいそうだからな、きれいにしてやろう」と言って追加された、お岩が美しい姿で昇天するラストシーンでは宙乗りをさせられたが、高所恐怖症のことなど忘れて気持ち良く空に浮かんでいたと述懐している。
同様に、江見俊太郎は大の蛇嫌いであり、直助が蛇の入った盥に足を入れる場面はどうしてもカットしてくれと中川に直訴し、いったんは受け入れられたものの、撮影現場に行ってみると一匹どころか大量の蛇がとぐろを巻いていて、そこに足を踏み入れることとなった。

## スタッフ
- 監督： 中川信夫
- 製作： 大蔵貢
- 企画： 小野沢寛
- 原作： 鶴屋南北
- 脚本： 大貫正義、石川義寛
- 撮影： 西本正
- 美術： 黒澤治安
- 照明： 折茂重男
- 録音： 道源勇二
- 音楽： 渡辺宙明
- スチール：式田俊一
- 編集： 永田紳
- 助監督： 石川義寛
- 製作主任：山本喜八郎

## キャスト
もともとは主役の民谷伊右衛門には、嵐寛寿郎が配役される予定だった（予算表には嵐の名がある）が、「イメージが違うから」とのことで代わりを探すことになり、次に丹波哲郎に決まった。が、脚本を書いた石川義寛助監督が「冗談じゃない、全然下手で話にならないからと、中川監督と相談して引きずり落した」という。石川は代わって天知茂を推薦。天知はこの頃まだ主演経験は少なかったが、まじめな人柄と、昭和33年の『憲兵と幽霊』でよく演っていたということで、石川は天知を推したと語っている。
嵐の降板について天知は、同時期に大映が三隅研次監督、長谷川一夫主演でカラー作品『四谷怪談』の撮影に入ったことが判明、しかも公開日時も同じ1959年7月1日という競作状態になったため、長谷川一夫対嵐寛寿郎の対決になって新東宝の看板俳優である嵐を傷つけることを大蔵が恐れ、既に直助役に配役されていた天知茂を伊右衛門役につけ、直助役には江見俊太郎を配役したとしている。また天知は、嵐が配役される以前から、自分に伊右衛門をやらせてくれと大蔵と中川に直訴したと語っている。また、嵐寛寿郎降板後、一時期天知が伊右衛門と直助の二役を演じるという案が会社側から出されていた。
江見はもともと現代劇俳優であり、時代劇である本作での起用は異色だった。冒頭で殺しをした伊右衛門に直助が擦り寄るが、毛利監督版で同じ直助を演じた田中春男が警戒して少し下がってから擦り寄るところ、江見はただ前進するだけである。高村洋三（高橋勝二）は「その（現代劇の）江見ちゃんらしさを、中川さんはケツまで持ってってる」と表現している。
また、天知の伊右衛門が狂乱する場面では「1対2」という立ち回りのため、高村洋三が殺陣をつけた。高村は「天知はそれ以前から立ち回りの稽古に出てきたりしてたから、僕たちにしても何とかしてやりたいって気持ちがあるし、彼も必死だったね」と述懐している。
お岩役には『毒婦高橋お伝』など年1本ペースで中川作品に出演している若杉嘉津子が抜擢された。お岩のメイクがおどろおどろしいが、高村洋三は「若杉さんは別に嫌がってなかったよ。それに失礼だけど、女優としてはそんなに二枚目じゃないからね」としており、また新東宝での序列は上位の、若杉によるお岩役については、「他にいなかったからね、だから敵役をあえて若杉さんは演ったんじゃないかね。役者としても、やっぱり出られることの喜びじゃないかな。それに主役だしね。中川さんがやってくれるっていうのもあったしね」と語っている。
池内淳子が伊右衛門の運命を狂わせるお梅役で出演しているが、池内は、のちに1965年（昭和40年）、豊田四郎監督の『四谷怪談』（東京映画製作、東宝配給）では、お袖（豊田監督作品での表記は「おそで」）役で出演した。
- 民谷伊右衛門： 天知茂
- お岩： 若杉嘉津子
- お袖： 北沢典子
- 直助： 江見俊太郎
- お梅： 池内淳子
- 佐藤与茂七： 中村竜三郎
- 宅悦： 大友純
- 四谷左門： 浅野進治郎
- 伊藤喜兵衛 ： 林寛
- お槇： 花岡菊子
- 浄念和尚：杉寛
- 小沢宇三郎：高村洋三
- 佐藤彦兵衛： 芝田新

## 宣伝ポイント
本作では、以下のような「宣伝ポイント」が宣伝部によって各興行館に通達された。
「怪談ものでは定評のある新東宝が贈る総天然色怪談映画である点を、明確、喝強力に謳って下さい。」
「怪談ものの真打ちとして知られた傑作の映画化で、南北の名作を忠実に演出した作品ですから、本格的怪談映画として売って頂きます。」
「ポイント中のポイントは、やはり無惨に変化していくお岩に置かれる訳ですから、この焦点を最大に売って下さい。」
「キャストも天知、江見、中村、若杉、北沢、池内、大友と適役を並べてあります。この点も売って頂きます。」

## 原作との比較
- 原作は『仮名手本忠臣蔵』の一挿話であり民谷伊右衛門は塩冶（赤穂）浪人だが、本作では備前岡山藩に舞台が移され赤穂事件との関連は一切省略されている。
- 四谷左門殺害の犯人は、本作では御金蔵破りをした藩士に被せる形とされている。
- 佐藤与茂七は、原作では塩冶浪士の一人として江戸へ出て、地獄宿で春を売っているお袖と偶然出会い更に直助とも出会ったために命を狙われるが、本作では伊右衛門一行の一人として江戸へ向かい、曾我兄弟の墓の近くにある白糸の滝に、直助と伊右衛門によって突き落とされる。
- 小仏小平が本作には登場しない。小平の代わりにお岩とともに戸板にくくりつけられ隠亡堀に捨てられるのは、本作では宅悦になっている。したがって伊右衛門が渡された毒薬の包みを小平が盗もうとして押し入れに閉じ込められるエピソードも本作にはない。ちなみに本作で宅悦が発する呪いの言葉は「旦那、お金を下さい」。伊右衛門にお岩強姦を依頼された宅悦が手に入れるべき報酬のことである。
- 原作の三角屋敷に相当する直助とお袖の小屋の場面があるが、本作ではお袖は葦原の中でお岩と出会うなど随所に映画的なアレンジが施されている。
- お岩の亡霊が伊右衛門の悪仲間を次々と始末していく原作の見せ場の一つが、伊右衛門を悪に徹しきれない弱い人間として性格づけたせいか一切映画では省かれている。したがって仏壇返しの仕掛けも、伊右衛門が地面に置いた傘を頭上に掲げると、それにつられるようにしてお岩の亡霊が現れる場面も本作にはない。仏壇返しに相当する大がかりな仕掛けは、亡霊に取り憑かれた伊右衛門が蛇山寺本堂の阿弥陀像に祈ると、その阿弥陀像が伊右衛門を見捨てるように彼から遠ざかっていく幻想場面で生かされている。
- 本作は結末で伊右衛門がお袖と与茂七の襲撃を受けるところまでは原作と同じだが、その後の展開が大きく異なっていて、伊右衛門はお袖が突き出した脇差を持つ手をつかみ、自らの手でそれを腹に突き刺すという、自刃とも見える結末になっている。また死ぬ間際に伊右衛門は「お岩、許せ」と謝罪する。天知茂はこうした伊右衛門の性格づけを「現代の若者にも共通する、悪の一点張りではない人間の弱さと脆さ」と語っている[17]。

## 評価
- 『映画評論』1959年8月号における佐藤重臣の作品評が、最も早く書かれた批評である[18]。佐藤は「中川信夫のお化け映画は、ひとつの定評がある」と中川恐怖映画に当時ある一定の人気があったことを紹介しながら、そうした作品の中でも「会心の作」「「新東宝という紙芝居下請工場に完全に埋没してしまった筈の中川信夫が、こんな形で執念の世界をヒッサゲテくるとは」「日本のシュル（シュール）の伝統は、いまや再生運動をおこし始めている」と、本作が際立った傑作であると絶賛している[18]。
- 『映画評論』1966年10月号特集「怪奇と幻想映画展」において、「怪奇映画二十選」第4位[19]。選者は澁澤龍彦、山崎忠昭、石上三登志、赤坂のバー「カミーラ」の女主人（原文ママ。氏名不詳）、佐藤重臣らが結成した「怪奇映画クラブ」である[20]。佐藤重臣は同特集『選考記』において本作品を「日本映画では世界に誇れる唯一のもの」と評している[21]。上位3作品は、1位＝『吸血鬼ドラキュラ』（テレンス・フィッシャー監督）、2位＝『血とバラ』（ロジェ・ヴァディム監督）、3位＝『怪人マブセの挑戦』（ハロルド・スタイン監督）であり、本作品は第5位の『悪魔のような女』（アンリ＝ジョルジュ・クルーゾー監督）よりも上位に位置している[19]。なお『地獄』は23位である[19]。
- 映画評論1974年10月号「怪奇映画ベストテン」第1位。
- 滝沢一『再評価されるべき「東海道四谷怪談」』[22]。
- 淀川長治は蓮實重彦、山田宏一との対談『映画千夜一夜』において「『四谷怪談』いうもん自身がいいが、今までつくられてきた中では中川信夫のが一番よかったな」と語っている[23]。
- 中川信夫に関する多くの文章を残した桂千穂は、中川へのインタビューにおいて「他の映画（※中川作品）が無くなってもこの『（東海道）四谷怪談』だけは残ると思います」と語って中川を感動させた[24]。
- キネマ旬報『オールタイム・ベスト 映画遺産200』日本映画106位[25]。
- 黒沢清『ホラー映画ベスト 50』第10位[26]。寸評で本作品を「ホラー映画の基本をきっちり守ったお手本」と評している[26]。ただし黒沢は、同ベスト50では大映版を第7位にランキングしており「お岩さんもので何と言ってもいちばんこわいのがこれ」と絶賛している[27]。
- 三島由紀夫は本作品で伊右衛門を演じた天知茂にぞっこん惚れ込んだ。三島は天知伊右衛門について「近代味を漂わせたみごとな伊右衛門」と絶賛し[28]、後の自作戯曲の舞台化『黒蜥蜴』（1968年）において「このダンディ、この理智の人、この永遠の恋人」である主人公・明智小五郎役に天知を抜擢する契機となった[28]。三島は『黒蜥蜴』初演のプログラムにおいて、天知について「（『東海道四谷怪談』以来）夙に私は君のファンになっていたのであった」とラブコールを捧げている[28]。また、『黒蜥蜴』の共演者である美輪明宏は、『東海道四谷怪談』における天知の演技が『黒蜥蜴』の明智小五郎役につながったように、『黒蜥蜴』で天知が演じた明智小五郎のイメージは、そのまま後の人気テレビシリーズ『江戸川乱歩の美女シリーズ』へと受け継がれていることを指摘し、天知の演技者としての原点は『東海道四谷怪談』にあると語っている[29]。
- フランシス・フォード・コッポラ監督は、本作を「世界のオカルト映画の中で最高傑作だ」と高く評価している[3]。

## 映像ソフト
- 2000年8月25日にDVDがハピネットより発売された[30]。
- 2019年8月2日にHDリマスター版のBlu-rayがハピネットより発売。